# Andy Ward (rugbista)
Andrew James Ward, detto Andy (Whangarei, 8 settembre 1970), è un ex rugbista a 15 e allenatore di rugby neozelandese, terza linea ala dell'Ulster, che da giocatore rappresentò l'Irlanda a livello internazionale.

## Biografia
Proveniente da Whangarei, militò in patria nella provincia di Otago prima di trasferirsi in Irlanda del Nord presso il Ballynahinch nel 1994.
Nel 1997 iniziò a rappresentare la provincia dell'Ulster con cui si aggiudicò la Heineken Cup 1998-99 e successivamente, dal 2001, in Celtic League, vincendo la Celtic Cup del 2004.
In Nazionale irlandese debuttò nel 1998 a Saint-Denis contro la Francia nel Cinque Nazioni, e fece parte della squadra che prese parte alla Coppa del Mondo di rugby 1999; fino al 2001 fu presente in 28 incontri internazionali.
Si ritirò dal rugby professionistico nel 2005 per diventare giocatore-allenatore dei Belfast Harlequins; gestore di un centro fitness, è divenuto in seguito preparatore atletico della squadra di calcio gaelico dell'Antrim.
Vanta anche un invito nei Barbarians, in un incontro nel dicembre 2000 contro un XV del Sudafrica a Twickenham.

## Palmarès
- Heineken Cup: 1
Ulster: 1998-99
- Celtic Cup: 1
Ulster: 2003-04